# Miklós Németh (atleet)
Miklós Németh (Boedapest, 23 januari 1946) is een Hongaarse oud-atleet, die gespecialiseerd was in het speerwerpen. Hij werd olympisch kampioen, viermaal Hongaars kampioen en had vier jaar lang het wereldrecord in handen in deze discipline. In totaal nam hij viermaal deel aan de Olympische Spelen en won hierbij één gouden medaille.

## Biografie

### Niet opgewassen tegen wedstrijdspanning
Miklós Németh was nog geen twee jaar oud, toen zijn vader Imre in 1948 in Londen olympisch kampioen kogelslingeren werd. Deze trachtte hem vervolgens de liefde voor het kogelslingeren bij te brengen, maar Miklós gaf de voorkeur aan het speerwerpen. Dat ging hem niet slecht af, want in 1967 stond hij tweede op de wereldranglijst. Het probleem was alleen, dat hij niet bleek te kunnen omgaan met de spanning van internationale topwedstrijden. Op vier Europese kampioenschappen was zijn vijfde plaats op die van 1966 zijn beste prestatie.

### Studentenkampioen
In 1968 maakte Németh zijn olympische debuut op de Olympische Spelen van Mexico-Stad. Ook daar ging het mis, maar dat kwam doordat hij geblesseerd was aan zijn elleboog. Hij sneuvelde in de kwalificatieronde met 75,50 m. Twee jaar later werd hij wel wereldkampioen bij de studentenspelen, de tegenwoordige Universiade.
In 1972 plaatste hij zich bij de Olympische Spelen van München wel voor de finale, maar daarin moest hij zich tevreden stellen met 81,98 en een zevende plaats. Zijn vader achtte hem te zachtaardig voor de Koude Oorlog met de concurrenten. 'Het is niet eenvoudig een zoon te zijn van een olympisch kampioen,' luidde de verontschuldiging van Miklós.

### Olympisch kampioen met wereldrecord
Op de Olympische Spelen van 1976 in Montreal kwam Miklós Németh vervolgens tot de grootste prestatie van zijn sportieve loopbaan. Met zijn 29 jaar behoorde hij allang niet meer tot de kanshebbers en in de kwalificatie was hij dan ook slechts als tiende doorgegaan naar de finale. Maar hierin voltrok zich al bij zijn eerste poging een mirakel. Zelf durfde hij zijn afworp nauwelijks na te kijken en terwijl hij zich nonchalant afwendde van het veld, landde de speer na 94,58, goed voor goud en een wereldrecord. Hij versloeg hiermee met ruime voorsprong de Fin Hannu Siitonen (zilver; 87,92) en de Roemeen Gheorghe Megelea (brons; 87,16). Dit record hield vier jaar stand, totdat het door zijn landgenoot Ferenc Paragi met 96,72 werd verbroken. Bij zijn laatste olympische optreden in 1980 werd hij achtste.
In zijn actieve tijd was Németh aangesloten bij Testnevelési Főiskola Sportegyesület en Vasas Sport Club. Na zijn sportcarrière werd hij producent van speren. Een verbetering die hij bedacht was een ruw uiteinde van de speer, wat aerodynamisch gunstig werkt. Dit werd echter in 1991 door de IAAF verboden.

## Titels
- Olympisch kampioen speerwerpen - 1976
- Kampioen universiade speerwerpen - 1970
- Hongaars kampioen speerwerpen - 1973, 1980, 1981, 1983

## Persoonlijk record
| Onderdeel   | Prestatie       | Datum        | Plaats   |
| ----------- | --------------- | ------------ | -------- |
| speerwerpen | 94,58 m (ex-WR) | 26 juli 1976 | Montreal |

## Wereldrecords
| Afstand (m) | Datum      | Plaats   |
| ----------- | ---------- | -------- |
| 94,58       | 26.07.1976 | Montreal |

## Palmares

### speerwerpen
- 1966: 5e EK - 79,82 m
- 1970:  Universiade - 81,94 m
- 1972: 7e OS - 81,98 m
- 1974: 7e EK - 81,06 m
- 1976:  OS - 94,58 m (WR)
- 1977:  Universiade - 80,82 m
- 1977:  Europacup B - 88,20 m
- 1978: 6e EK - 83,58 m
- 1980: 8e OS - 82,40 m
- 1981:  Pacific Conference Games - 84,56 m

1908: Eric Lemming ·
1912: Eric Lemming ·
1920: Jonni Myyrä ·
1924: Jonni Myyrä ·
1928: Erik Lundqvist ·
1932: Matti Järvinen ·
1936: Gerhard Stöck ·
1948: Tapio Rautavaara ·
1952: Cyrus Young ·
1956: Egil Danielsen ·
1960: Viktor Tsyboelenko ·
1964: Pauli Nevala ·
1968: Jānis Lūsis ·
1972: Klaus Wolfermann ·
1976: Miklós Németh ·
1980: Dainis Kūla ·
1984: Arto Härkönen ·
1988: Tapio Korjus ·
1992: Jan Železný ·
1996: Jan Železný ·
2000: Jan Železný ·
2004: Andreas Thorkildsen ·
2008: Andreas Thorkildsen ·
2012: Keshorn Walcott ·
2016: Thomas Röhler ·
2020: Neeraj Chopra ·
2024: Arshad Nadeem